# PGML
PGML (Precision Graphics Markup Language, в вольном переводе на русский — «язык разметки прецизионной графики» ) — основанный на XML язык разметки, служащий для описания векторной графики на веб-странице (диаграмм, отдельных элементов интерфейса) в виде текста в формате XML, использует модель построения изображения, схожую с PDF и PostScript. Был представлен W3C консорциуму компаниями Adobe Systems, IBM, Netscape Communications и Sun Microsystems в 1998 году, однако не был принят, как рекомендованный. Почти одновременно компания Microsoft подала к рассмотрению свой проект VML, через год был разработан более совершенный язык SVG, основанный на идее двух технологий. SVG получил рекомендацию W3C и стал основным форматом для описания векторной графики на веб-странице.
С момента выхода в свет, язык не развивался, был вытеснен технологиями SVG и VML. В настоящий момент PGML почти не имеет сферы применения и поддерживающего формат программного обеспечения (лишь программа ArgoUML позволяет выполнять экспорт в PGML) .